# Antiblemma turbata
Antiblemma turbata là một loài bướm đêm trong họ Erebidae.